# Al Bowlly
Albert Allick Bowlly (n. 7 ianuarie 1898, Lourenço Marques, Mozambic – d. 17 aprilie 1941, Londra, Anglia, Regatul Unit) a fost un vocalist și chitarist de jazz britanic născut în Africa Sudică, care a fost foarte popular în anii 1930 în Marea Britanie. El a înregistrat peste 1000 de cântece în timpul popularității sale.Cele mai populare melodii ale sale includ: „Midnight, the Stars and You”, „Goodnight, Sweetheart”, „Close Your Eyes”, „The Very Thought of You”, „Guilty”, „Heartaches” și „Love Is the Sweetest Thing”.

## Tinerețe
S-a născut în colonia portugheză din Mozambic, în orașul Lourenço Marques (cunoscut astăzi sub numele de Maputo). Tatăl lui Al Alick Pauli, era un creștin ortodox care era grec după naționalitate. Mama lui, Miriam Ayoub-NeeJame, era catolic libanez, deși Al Bowlly a fost crescut greco-ortodox. Ulterior s-au mutat în Africa de Sud britanică, în Johannesburg.

## Carieră
După o serie de slujbe ciudate în Africa de Sud, inclusiv frizer și jocheu, a cântat într-o trupă de dans condusă de Edgar Adeler într-un turneu în Africa de Sud, Rhodesia, India și Indiile de Est Olandeze la mijlocul anilor 1920. S-a mutat în Marea Britanie, unde în iulie 1928 s-a alăturat trupei lui Fred Elizalde, care a cântat la Hotelul Savoy din Londra până în 1930.
A continuat să cânte temporar cu diferite trupe, înainte de a obține un loc de muncă mai regulat în mai 1931 cu Roy Fox, cântând în trupa pentru Restaurantul Monseigneur, un restaurant elegant din Piccadilly din Londra, iar mai târziu cu liderul trupei Ray Noble în noiembrie 1930.
În următorii patru ani, a înregistrat peste 500 de cântece. Până în 1933, Lew Stone îl înlăturase pe Fox din funcția de lider al trupei Monseigneur, iar Bowlly cânta aranjamentele lui Lew Stone cu trupa lui Lew Stone. 
După multă expunere la radio și un turneu britanic de succes cu Lew Stone, Bowlly a fost inundat de cereri pentru apariții și concerte – inclusiv a întreprins un turneu solo britanic – dar a continuat să facă majoritatea înregistrărilor sale cu Noble. A existat o competiție considerabilă între Ray Noble și Lew Stone pentru timpul lui Al Bowlly. O mare parte a anului, Al Bowlly și-a petrecut ziua în studioul de înregistrări cu trupa lui Ray Noble, repetând și înregistrând, apoi seara cu trupa lui Lew Stone la Monseigneur. Multe dintre aceste înregistrări cu Ray Noble au fost emise în Statele Unite de Victor, ceea ce însemna că până la momentul în care Ray Noble și Bowlly au venit în America, reputația lor îi precedase. 
Al Bowlly a cântat în Anglia cu trupa sa, Radio City Rhythm Makers.  Până în 1937, trupa s-a despărțit când problemele vocale lui Al Bowlly au cauzat un neg în gât, făcându-l pentru scurt timp să-și piardă vocea, s-a dus la New York pentru a se opera cu bani ceruti de la prietenii săi.
Absența sa din Marea Britanie la începutul anilor 1930 i-a afectat popularitatea în rândul publicului britanic, în ciuda asocierii sale cu pianista Monia Liter ca acompaniator. Cariera sa a început să sufere din cauza problemelor cu vocea, care i-au afectat frecvența înregistrărilor. A jucat câteva roluri mici în filme, dar părțile au fost adesea tăiate și scenele care au fost prezentate au fost scurte. Ray Noble a primit un rol la Hollywood, deși oferta l-a exclus pe Bowlly, deoarece un cântăreț fusese deja angajat. Bowlly s-a mutat înapoi la Londra împreună cu soția sa, Marjie, în ianuarie 1937.
Cu un succes scăzut în Marea Britanie, a făcut turnee în teatrele regionale și a înregistrat cât mai des posibil pentru a-și câștiga existența, trecând de la orchestră la orchestră, lucrând cu Sydney Lipton, Geraldo și Ken "Snakehips" Johnson.   în 1940, a avut loc o renaștere a interesului pentru cariera sa când a lucrat într-un duo cu Jimmy Messene în Radio Stars cu Two Guitars pe scena din Londra. A fost ultima sa aventura înainte de moartea sa în aprilie 1941. 
Al Bowlly și-a înregistrat ultimul cântec cu două săptămâni înainte de moartea sa. A fost un duet cu cântecul satiric al lui Messene of Irving Berlin despre Hitler, „When That Man Is Dead and Gone”.

## Viața personală și moartea

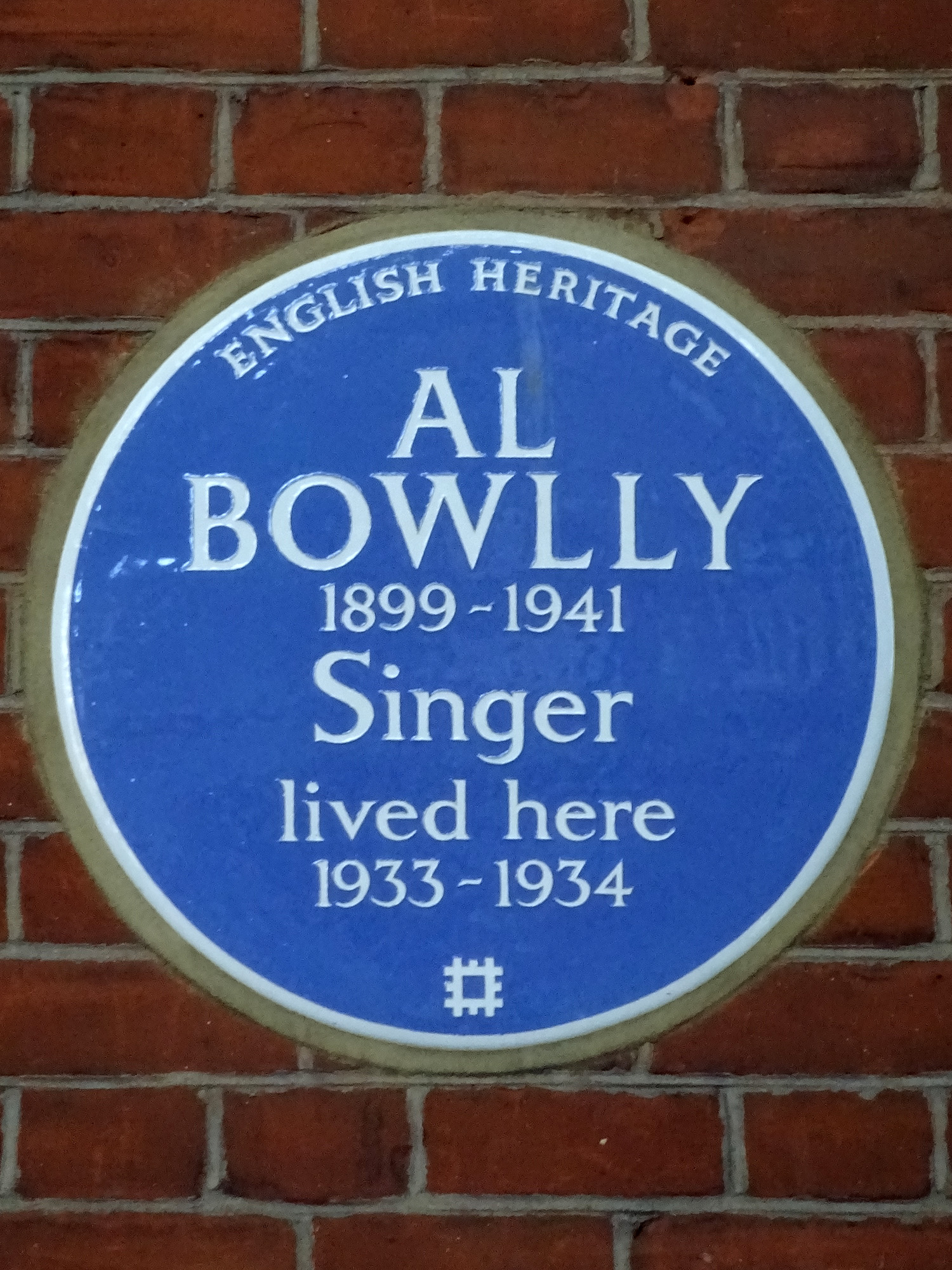
O placă albastră de patrimoniu al Marii Britanii pentru Al Bowlly pe Charing Cross Mansions, 26 Charing Cross Road, Londra.

În decembrie 1931, Bowlly s-a căsătorit cu Constance Freda Roberts (decedată în 1934) în St Martin's Register Office, Londra; cuplul s-a despărțit după două săptămâni și a cerut divorțul. S-a recăsătorit în decembrie 1934 cu Marjie Fairless; această căsătorie a durat până la moartea lui.
Pe 17 aprilie 1941, el a murit în timpul operațiunii germane „The Blitz”, ucis de explozia unei mine antiterestre care a căzut pe strada Jermyn din Londra, care a explodat aproape de blocul său. Al Bowlly a fost îngropat împreună cu alte victime ale bombardamentelor german într-o groapă comună de la Cimitirul Hanwell.

## Influență asupra lumii muzicale
Cântecele lui Al Bowlly au fost incluse pe scară largă în alte forme de media.  The Caretaker, care a testat muzica lui Bowlly pentru seria sa de albume „Everywhere at the End of Time” din 2016 până în 2019, a spus că publicul credea că dacă Bowlly nu ar fi murit în timpul războiului, ar fi fost „mai mare decât Bing Crosby” și că „avea o voce mai bună”.
Interpretarea lui Bowlly a „Midnight, the Stars and You” a fost folosită și menționată în special în diverse filme, apărând în The Shining, Toy Story 4 și Ready Player One. Scena finală a lui Shining, Luka Vukos de la HeadStuff numind-o „bântuitoare” și Screen Rant lăudând-o drept „una dintre cele mai de neuitat imagini finale din istoria filmului.'' 
Richard Thompson a scris o melodie numită „Al Bowlly’s In Heaven” inclusă pe albumul său Daring Adventures.

## Discografie parțială
Al bowlly a compus o mulțime de cântece care sunt încă populare și astăzi, precum „Heartaches” și „Midnight, the starts and you”.
| Cântece                              | An   |
| ------------------------------------ | ---- |
| "If I Had You"                       | 1928 |
| "Time on My Hands"                   | 1931 |
| "Heartaches"                         | 1931 |
| "Goodnight, Sweetheart"              | 1931 |
| "Guilty"                             | 1931 |
| "Lullaby of the Leaves"              | 1932 |
| "Looking on the Bright Side of Life" | 1932 |
| "Love Is The Sweetest Thing"         | 1932 |
| "My Woman"                           | 1932 |
| "What More Can I Ask?"               | 1932 |
| "Hustlin' and Bustlin' for Baby"     | 1933 |
| "Isn't It Heavenly"                  | 1933 |
| "Close Your Eyes"                    | 1933 |
| "True"                               | 1934 |
| "Midnight, the Stars and You"        | 1934 |
| "The Very Thought of You"            | 1934 |
| "Isle of Capri"                      | 1934 |
| "Blue Moon"                          | 1935 |
| "Dinner for One Please, James"       | 1935 |
| "It's a Lovely Day Tomorrow"         | 1940 |